# 美國魚類及野生動物管理局局長
以下是歷任美國魚類及野生動物管理局局長：
| 任期                         | 姓名                                           | 註                                                                       |
| ---------------------------- | ---------------------------------------------- | ------------------------------------------------------------------------ |
| 1940年–1946年                | 艾勒·諾埃爾·加布里爾遜（ Ira Noel Gabrielson） | 第一任                                                                   |
| 1946年8月1日－1953年         | Albert Merrill Day                             | [ 1 ]                                                                    |
| 1953年－1957年               | 約翰·L·法利（John L. Farley）                  |                                                                          |
| 1957年－1964年               | 丹尼爾·H·詹森（Daniel H. Janzen）              |                                                                          |
| 1964年－1970年               | 約翰·S·高夏克（John S. Gottschalk）            |                                                                          |
| 1970年－1973年               | 斯賓塞·H·史密斯（Spencer H. Smith）            |                                                                          |
| 1974年－1981年               | 林恩·亞當斯·格林沃特（Lynn Adams Greenwalt）   | 1973年10月批准，1974男7月31日由美國總統理查德·尼克松任命。               |
| 1981年－1985年               | 羅伯特·A·詹特倫（Robert A. Jantzen）           | 1981年10月9日由美國總統羅納德·里根任命，1981年11月17日宣誓               |
| 1986年－189年3月15日         | 法蘭克·哈珀·鄧克爾（Frank Harper Dunkle）      | 1986年3月26日任命，1989年3月15日辭職。                                   |
| 1989年－1993年               | 約翰·F·特納（John F. Turner）                  | 1989年6月13日由美國總統喬治·H·W·布什任命。                               |
| 1983年9月10日－1986年6月5日  | 莫莉·漢娜·貝蒂（Mollie Hanna Beattie）         | 1993年由美國總統比爾·柯林頓任命，1993年9月10日宣誓                       |
| 1996年6月5日－1997年7月31日  | 小約翰·G·羅傑斯（John G. Rogers, Jr.）（代理） |                                                                          |
| 1997年7月31日－2001年1月20日 | 傑米·拉帕波特·克拉克（Jamie Rappaport Clark）  | 1997年6月23日由美國總統比爾·柯林頓任命。                                 |
| 2001年1月20日－2002年2月21日 | 馬歇爾·瓊斯（Marshall Jones）（代理）          |                                                                          |
| 2002年2月21日－2005年3月16日 | 史蒂文·A·威廉姆斯（Steven A. Williams）        | 2002年1月30日批准，2002年2月21日宣誓。                                   |
| 2005年3月16日－10月13日      | 馬修·J·霍根（Matthew "Matt" J. Hogan）（代理） |                                                                          |
| 2005年10月12日－2009年1月3日 | H. Dale Hall                                   | 2005年10月12日宣誓2009年1月3日辭職                                       |
| 2009年1月3日－9月1日         | 羅文·W·古爾德（Rowan W. Gould）（代理）        |                                                                          |
| 2009年9月1日－2010年2月20日  | 薩姆·漢密爾頓（Sam Hamilton）                  | 2009年7月6日任命，2009年7月31日批准，2010年2月12日，在任內死於辦公室中。 |
| 2010年2月21日－2011年6月30日 | 羅文·W·古爾德（Rowan W. Gould）（代理）        |                                                                          |
| 2011年6月30日至今            | 丹尼爾·M·阿什（Daniel M. Ashe）                |                                                                          |